# Tadei Pivk
Tadei Pivk, né le 20 juillet 1981 à Gemona del Friuli, est un coureur de fond italien spécialisé en skyrunning. Il est champion d'Europe de skyrunning 2015 et sextuple champion d'Italie de skyrunning. Il a remporté le classement Sky de la Skyrunner World Series en 2015 et 2016.

## Biographie
Tadei fait ses débuts en course en montagne à l'âge de 21 ans, après avoir effectué son service militaire. Il découvre ensuite la discipline du skyrunning à 26 ans. Il s'y sent rapidement à l'aise, les parcours étant plus longs et plus techniques. Pour compléter son activité estivale, Tadei se met également au ski-alpinisme.
Tadei remporte ses premiers succès en 2007 en hiver puis en 2008 en été lors de la première édition de la SkyRace Carnia. Il se fait remarquer sur la scène internationale du skyrunning en effectuant une excellente course lors de la Dolomites SkyRace pour terminer troisième derrière les Espagnols Kílian Jornet et Tòfol Castanyer mais devant les spécialistes de la discipline Rob Jebb et Fulvio Dapit. L'épreuve comptant pour les SkyGames, il décroche la médaille de bronze.
Il connaît une excellente saison 2010. Le 11 juillet, il s'impose au Monte Rosa SkyMarathon en 2 h 59 min 20 s, établissant un nouveau record du parcours et prenant la tête du classement des championnats italiens de skyrunning. Il confirme en parvenant à briser l'hégémonie de Dennis Brunod sur la SkyRace Ville d'Aoste et décroche son premier titre national en ayant dominé la saison.
Il se blesse au genou au début 2011 et passe l'essentiel de la saison à se rétablir. Il fait son retour à la compétition en fin d'année lors de l'édition inaugurale de la Limone Extreme où il décroche la deuxième place.
Le 19 juillet 2013, il s'élance sur la Dolomites SkyRace, épreuve des championnats d'Europe de skyrunning. Alors que la victoire fait l'objet d'une lutte serrée entre Kílian Jornet et Marco De Gasperi, Tadei assure la troisième place du podium.
Le 17 mai 2015, il prend un bon départ à Zegama-Aizkorri et se retrouve dans le groupe de tête mené par Ionuț Zincă. Alors que ce dernier lâche du terrain, Tadei et Kílian Jornet prennent les commandes de la course. Fatigué de son voyage au Népal, Kílian lève le pied en fin de course laissant Tadei seul en tête. Il assure la fin de course pour remporter le titre de champion d'Europe de skyrunning. Il poursuit sur sa lancée en remportant la victoire de la Dolomites SkyRace. Il décroche ensuite plusieurs podiums au Rut 25K, au Lautau 2 Peaks ainsi qu'à la Limone Extreme. Il remporte ainsi le classement Sky de la Skyrunner World Series, devenant le premier athlète italien à remporter ce classement.
Il poursuit ses bonnes performances en 2016 en s'imposant lors de la première édition du Livigno SkyMarathon, après une passe d'armes avec le jeune Jan Margarit. Le 3 juillet, il prend le départ du SkyMarathon Sentiero 4 Luglio en tant que grand favori, ayant remporté les trois éditions précédentes. Tadei assume son rôle et domine la course du début à la fin. Cette dernière comptant comme épreuve SkyMarathon des championnats italiens, Tadei décroche son sixième titre national. Il poursuit sa saison avec une nouvelle victoire à la Dolomites SkyRace. Il ne peut cependant pas prendre le départ de la Limone Extreme, finale de la Skyrunner World Series 2016 en raison d'une fièvre. L'Espagnol Hassan Ait Chaou est alors le seul qui peut prétendre le détrôner mais il termine dixième et se classe deuxième du classement Sky derrière Tadei qui remporte son second titre.
Le 17 juin 2023, il s'élance sur le Monte Rosa SkyMarathon dans des conditions idéales avec William Boffelli. Tirant avantage de la connaissance du terrain, le duo atteint le sommet en un temps record de 3 h 6 et complète la course en 4 h 29 min 20 s. Ils établissent un nouveau record du parcours depuis 2018 mais restent en-dessous du record absolu établi par Fabio Meraldi en 1994.
Le 8 mars 2024, il s'élance au départ de l'épreuve verticale des championnats du monde de SkySnow courus à Tarvisio. Encouragé par le public venu le soutenir sur ses terres natales, il lance son attaque à mi-parcours et se détache en tête pour s'emparer du titre.

## Palmarès
| no  | masculin           | Course                                            | Longueur | Départ            | Temps           |
| --- | ------------------ | ------------------------------------------------- | -------- | ----------------- | --------------- |
| 3e  | Médaille de bronze | SkyGames - SkyRace                                | 22 km    | 20 juillet 2008   | 2 h 7 min 4 s   |
| 1re | Médaille d'or      | Monte Rosa SkyRace                                | 32 km    | 11 juillet 2010   | 2 h 59 min 20 s |
| 2e  | Médaille d'argent  | Trofeo Scaccabarozzi - Sentiero Delle Grigne      | 43 km    | 19 septembre 2010 | 4 h 56 min 45 s |
| 8e  | 8e                 | Championnats du monde de skyrunning - SkyMarathon | 32 km    | 25 juillet 2010   | 3 h 14 min 24 s |
| 1re | Médaille d'or      | SkyRace Ville d'Aoste                             | 30 km    | 5 septembre 2010  | 2 h 47 min 31 s |
| 2e  | Médaille d'argent  | SkyMarathon Sentiero 4 Luglio                     | 42 km    | 1er juillet 2012  | 4 h 40 min 21 s |
| 1re | Médaille d'or      | Trofeo Scaccabarozzi - Sentiero Delle Grigne      | 43 km    | 17 septembre 2012 | 4 h 45 min 38 s |
| 2e  | Médaille d'argent  | Limone Extreme                                    | 23 km    | 14 octobre 2012   | 2 h 21 min 15 s |
| 3e  | Médaille de bronze | Zegama-Aizkorri                                   | 42,2 km  | 26 mai 2013       | 3 h 59 min 7 s  |
| 2e  | Médaille d'argent  | SkyRace Valmalenco-Valposchiavo                   | 26 km    | 9 juin 2013       | 2 h 8 min 22 s  |
| 1re | Médaille d'or      | Stava SkyRace                                     | 24,7 km  | 30 juin 2013      | 2 h 14 min 11 s |
| 1re | Médaille d'or      | SkyMarathon Sentiero 4 Luglio                     | 42 km    | 7 juillet 2013    | 4 h 10 min 17 s |
| 3e  | Médaille de bronze | Championnats d'Europe de skyrunning - SkyRace     | 22 km    | 21 juillet 2013   | 2 h 4 min 10 s  |
| 1re | Médaille d'or      | SkyRace Carnia                                    | 24,5 km  | 15 juin 2014      | 2 h 28 min 49 s |
| 1re | Médaille d'or      | SkyMarathon Sentiero 4 Luglio                     | 42 km    | 7 juillet 2014    | 4 h 14 min 47 s |
| 3e  | Médaille de bronze | Dolomites SkyRace                                 | 22 km    | 20 juillet 2014   | 2 h 5 min 21 s  |
| 1re | Médaille d'or      | Championnats d'Europe de skyrunning - SkyRace     | 42,2 km  | 17 mai 2015       | 3 h 51 min 11 s |
| 1re | Médaille d'or      | SkyMarathon Sentiero 4 Luglio                     | 42 km    | 5 juillet 2015    | 4 h 21 min 19 s |
| 1re | Médaille d'or      | Dolomites SkyRace                                 | 22 km    | 19 juillet 2015   | 2 h 2 min 47 s  |
| 2e  | Médaille d'argent  | The Rut 25k                                       | 25 km    | 5 septembre 2015  | 3 h 1 min 32 s  |
| 3e  | Médaille de bronze | Lantau 2 Peaks                                    | 23 km    | 4 octobre 2015    | 2 h 26 min 39 s |
| 2e  | Médaille d'argent  | Limone Extreme                                    | 23,5 km  | 17 octobre 2015   | 2 h 51 min 8 s  |
| 2e  | Médaille d'argent  | Yading Skyrun                                     | 30 km    | 30 avril 2016     | 3 h 10 min 18 s |
| 3e  | Médaille de bronze | Trentapassi SkyRace                               | 17 km    | 8 mai 2016        | 1 h 37 min 46 s |
| 5e  | 5e                 | Zegama-Aizkorri                                   | 42,2 km  | 22 mai 2016       | 4 h 1 min 57 s  |
| 1re | Médaille d'or      | Livigno SkyMarathon                               | 34,5 km  | 26 juin 2016      | 3 h 55 min 27 s |
| 1re | Médaille d'or      | SkyMarathon Sentiero 4 Luglio                     | 42 km    | 3 juillet 2016    | 4 h 15 min 9 s  |
| 1re | Médaille d'or      | Dolomites SkyRace                                 | 22 km    | 19 juillet 2016   | 2 h 3 min 38 s  |
| 1re | Médaille d'or      | Vesuvio SkyMarathon                               | 45,4 km  | 7 mai 2017        | 4 h 3 min 17 s  |
| 1re | Médaille d'or      | Livigno SkyMarathon                               | 34,5 km  | 18 juin 2017      | 3 h 52 min 42 s |
| 2e  | Médaille d'argent  | SkyMarathon Sentiero 4 Luglio                     | 42 km    | 2 juillet 2017    | 4 h 16 min 47 s |
| 2e  | Médaille d'argent  | Monte Rosa SkyMarathon                            | 35 km    | 19 juin 2021      | 5 h 1 min 28 s  |
| 1re | Médaille d'or      | Monte Rosa SkyMarathon                            | 35 km    | 25 juin 2022      | 5 h 11 min 35 s |
| 1re | Médaille d'or      | Monte Rosa SkyMarathon                            | 35 km    | 17 juin 2023      | 4 h 29 min 20 s |
| 2e  | Médaille d'argent  | SkyMarathon Sentiero 4 Luglio                     | 42 km    | 2 juillet 2023    | 4 h 19 min 55 s |
| 1re | Médaille d'or      | Bellagio SkyRace                                  | 29 km    | 29 octobre 2023   | 2 h 32 min 44 s |
| 1re | Médaille d'or      | Monte Rosa SkyMarathon                            | 35 km    | 16 juin 2024      | 4 h 41 min 23 s |
| 1re | Médaille d'or      | SkyMarathon Sentiero 4 Luglio                     | 42 km    | 6 juillet 2024    | 4 h 16 min 9 s  |